# Stephen Ambrose
Stephen Edward Ambrose (Decatur (Illinois), 10 januari 1936 — Bay St. Louis (Mississippi), 13 oktober 2002) was een Amerikaans historicus. Hij geniet vooral bekendheid als auteur van Band of Brothers, waarop de gelijknamige televisieserie is gebaseerd.

## Levensloop
Ambroses vader was arts en diende tijdens de Tweede Wereldoorlog bij de Amerikaanse marine. Zelf studeerde hij geschiedenis aan de Universiteit van Wisconsin-Madison waar hij in 1957 een Bachelor of Arts behaalde. In 1958 volgde een Master of Arts aan de Louisiana State University. In 1963 promoveerde Ambrose aan de Universiteit van Wisconsin-Madison. Van 1960 tot aan zijn pensioen in 1995 was hij verbonden aan de Universiteit van New Orleans.
Zijn eerste publicaties gingen over de Amerikaanse Burgeroorlog. Van zijn hand verschenen biografieën over de generaals Emory Upton en Henry Halleck. Het boek over Halleck was gebaseerd op zijn Ambroses dissertatie. In 1964 kreeg hij toestemming voor de officiële biografie van voormalig president Dwight D. Eisenhower. Deze driedelige boekenserie wordt nog altijd gezien als het standaardwerk over Eisenhower. Later verscheen nog een biografie van Thomas Jefferson en een driedelige boekenserie over Richard Nixon.
Ambrose was in 1988 aanwezig bij een reünie van veteranen van Easy Company en besloot een boek te schrijven gebaseerd op hun oorlogservaringen. Dit boek verscheen in 1992 onder de titel Band of Brothers. Het boek diende als basis voor de gelijknamige serie uit 2001. Ambrose eerste bestseller was D-Day in 1994 dat ging over de oorlogservaringen van de "gewone" soldaat. In de jaren daarna verschenen nog verschillende boeken over de Tweede Wereldoorlog, waaronder De bommenwerpers. Hoofdpersoon in dit boek was senator George McGovern, In totaal publiceerde Ambrose 27 boeken. Daarnaast was hij medeauteur van meerdere uitgaven en verschenen er regelmatig artikelen van zijn hand in historische tijdschriften. Ambrose is meerdere keren bekritiseerd omdat hij niet zorgvuldig was met bronvermelding.
Ambrose stond aan de basis van The National D-Day Museum in New Orleans, tegenwoordig beter bekend onder de naam The National WWII Museum. Hij wierf een half miljoen dollar voor de bouw van het museum.

## Persoonlijk
Ambrose trouwde in 1957 met Judith Dorlester. Samen kregen zij twee kinderen. Dorlester overleed in 1965. Ambrose hertrouwde in 1967 met Moira Buckley (1939-2009) met wie hij drie kinderen adopteerde. Ambrose, een levenslange roker, werd in 2002 gediagnosticeerd met longkanker. Hij overleed zeven maanden nadat de diagnose was gesteld.